# Ивановице-Влосьцяньске
Иванови́це-Влосьця́ньске, с 30 декабря 1999 года по 13 февраля 2013 года — Ивановице (пол. Iwanowice Włościańskie) — село в Польше в сельской гмине Ивановице Краковского повета Малопольского воеводства. Административный центр гмины Ивановице.

## География
Село располагается в 17 км от административного центра воеводства города Краков. Село располагается в 10 км на юго-восток от Слонима, в 10 км на восток от Скалы и в 15 км на северо-восток от Ойцува и Песковой-Скалы. На юге село граничит с селом Машкув, на севере — с селом Бискупице, на западе — с селом Сулковице.
Ивановице-Влосьцяньске находится в средней части долины реки Длубни, которая называется Ивановицкой низиной. В этой части располагается граница между Мехувской возвышенностью и Краковско-Ченстоховской возвышенностью. Ивановицкая низина разделяет холмы, некоторые из которых имеют собственные наименования: Гура-Клин и Бабья-Гура. Вышина этих двух холмов составляет 40 метров над уровнем моря. Пейзаж Ивановицкой низины отличается отдельными лесными массивами около соседних населённых пунктов Загае и Машкуве.
Через село протекает река Длубня и родник Минужка. Около села проходит воеводская дорога № 773.

## История
С XVI века в селе проживали польские братья. В 1557 году в Ивановице-Влосьцянсьске состоялся их Синод. После того, как село перешло в собственность шляхетского рода Длуских, жители села постепенно перешли в католицизм. Церковь польских братьев была переоборудована в католических храм и после ремонта была освящена В 1624 году. В 1809 году через село прошло с победным шествием войско князя Юзефа Понятовского, который в сражении победил австрийские войска. В 1817 году через село прошла похоронная процессия с останками польского генерала Юзефа Понятовского. Во время польского восстания 1963 года в Ивановице-Влосьцяньске были размещены отряды полковника Аполинария Куровского. Во время этого восстания окрестности села были местом сражения русской армии и повстанцев. После поражения восстания через село прошли отступающие отряды генерала Самуэля Рожицкого, чтобы уйти за границу.
Во время Первой мировой войны многие жители деревни вступили в Стрелецкий союз. Во время Второй мировой войны жители села поддерживали подпольные польские военные формирования, из-за чего село было трижды подвергнуто карательным акциям, во время которых германскими оккупантами были расстреляны 63 человека.
В 1975—1998 годах село входило в состав Краковского воеводства. 30 декабря 1999 года село было переименовано в Ивановице. Прежнее наименование было возвращено 13 февраля 2013 года.

## Население
По состоянию на 2013 год в селе проживало 1126 человек.
| 2010 | 2013 |
| ---- | ---- |
| 1116 | 1126 |

Данные оценки численности населения 2013 года:
| Оценка    | Всего   | Всего | Женщины | Женщины | Мужчины | Мужчины |
| --------- | ------- | ----- | ------- | ------- | ------- | ------- |
| Единицы   | человек | %     | человек | %       | человек | %       |
| Население | 1126    | 100   | 562     |         | 564     |         |

## Социальная структура
В селе действует детский сад, начальная школы и гимназия. В селе находится 15 отряд Добровольного пожарного общества.

## Достопримечательности
Памятники культуры Малопольского воеводства
- Церковь Пресвятой Троицы, построенная в 1745 году (№ А-220);
- Часовня святого Роха, построенная на рубеже XVIII и XIX веков (№ А-659);
- Корчма, построенная в 1840 году. С 1992 года в корчме располагается администрация местного Регионального музея (№ А-502).

Другие
- Региональный музей;
- Часовня Пресвятой Девы Марии Утешения, построенная в 1854 году;
- Часовня Воскресения Господня, построенная во второй половине XIX века;
- Статуя святого Яна Непомуцена, датируемая 1800 годом;
- Воинское захоронение времён Первой мировой войны, входящее в состав так называемых «Западногалицийских воинских кладбищ»;
- Деревянная мельница на реке Длубня.
- Два археологических захоронения воинов латенского периода.

## Галерея

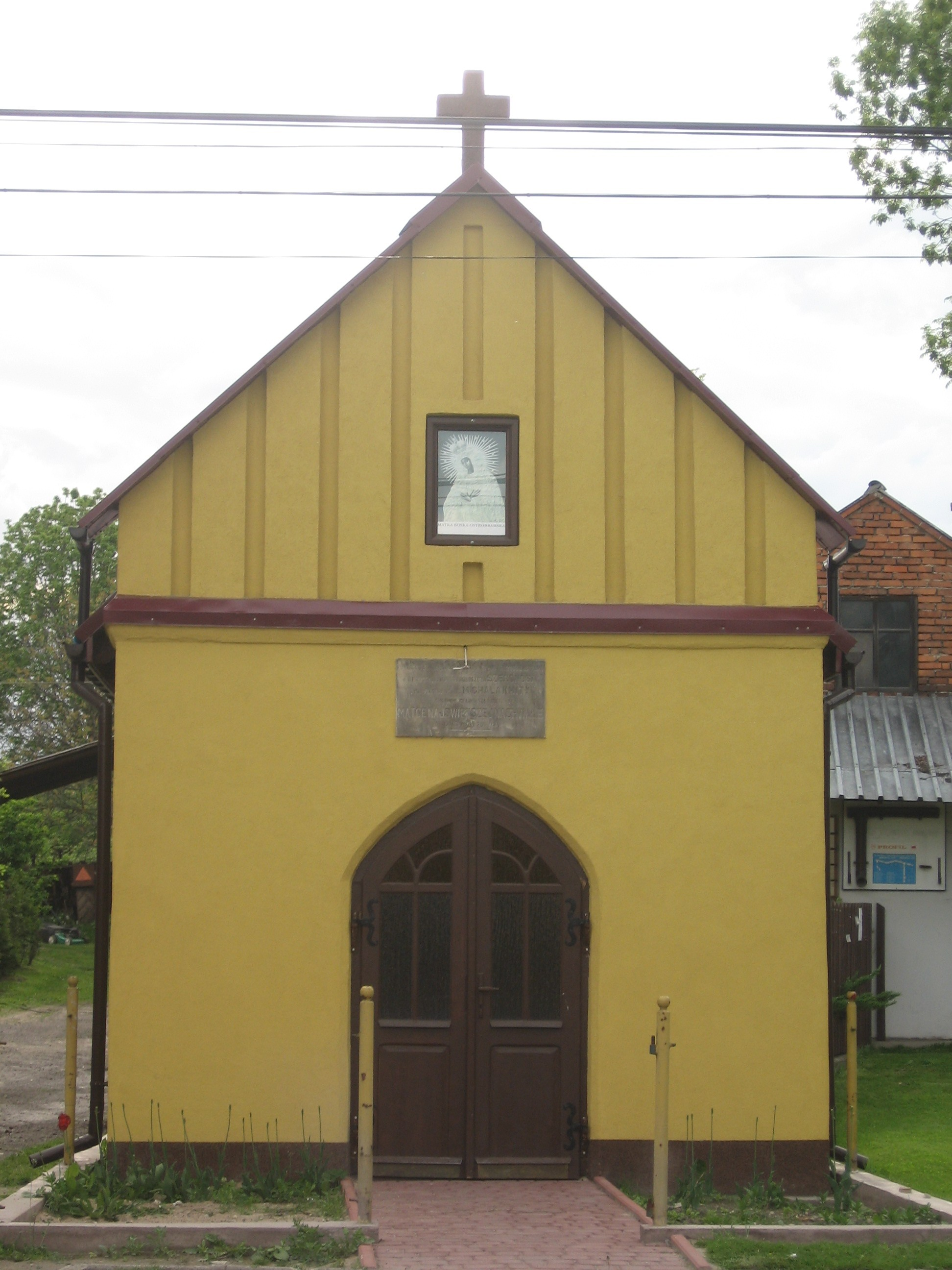
Часовня Пресвятой Девы Марии Утешения
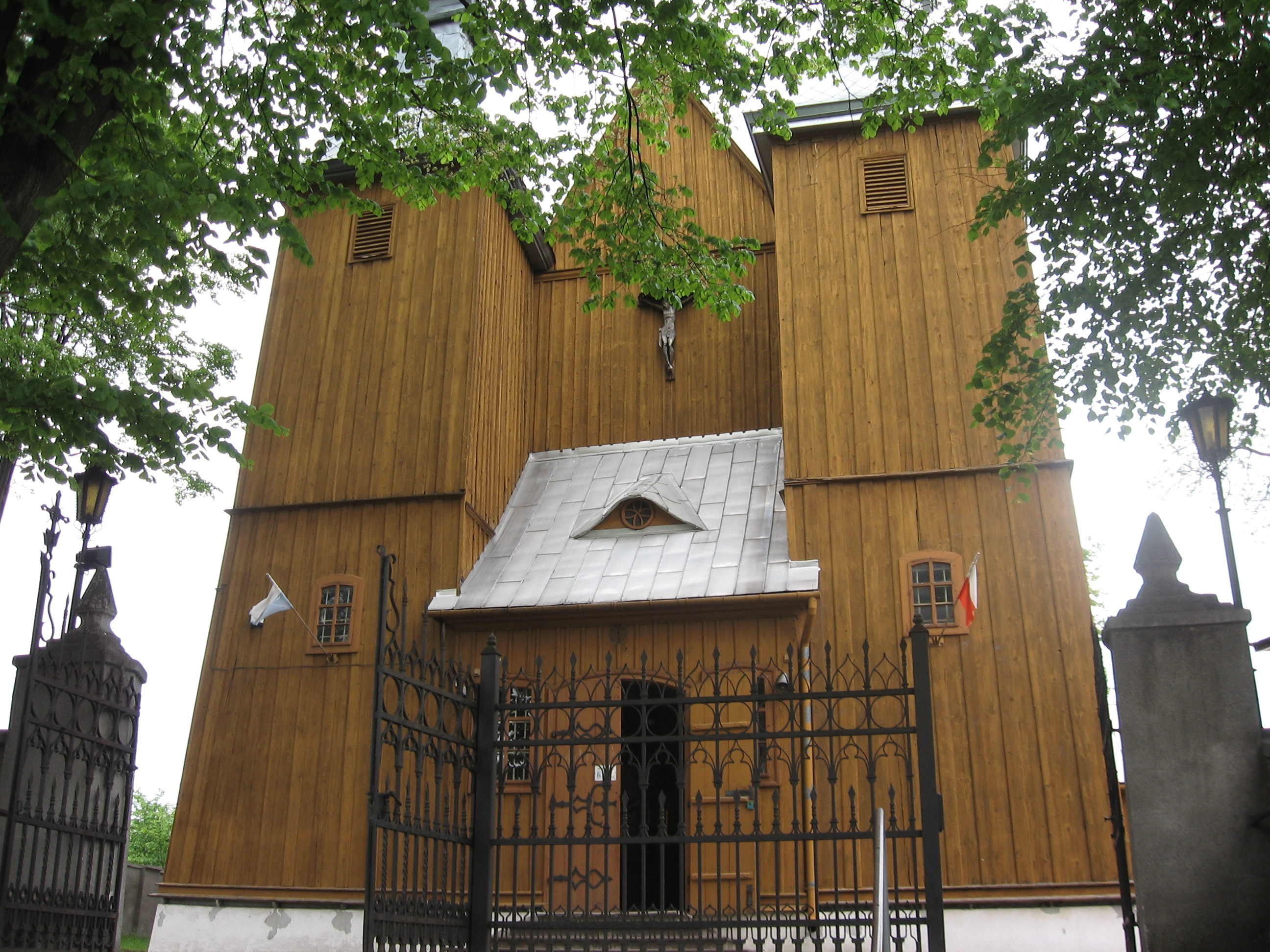
Церковь Пресвятой Троицы
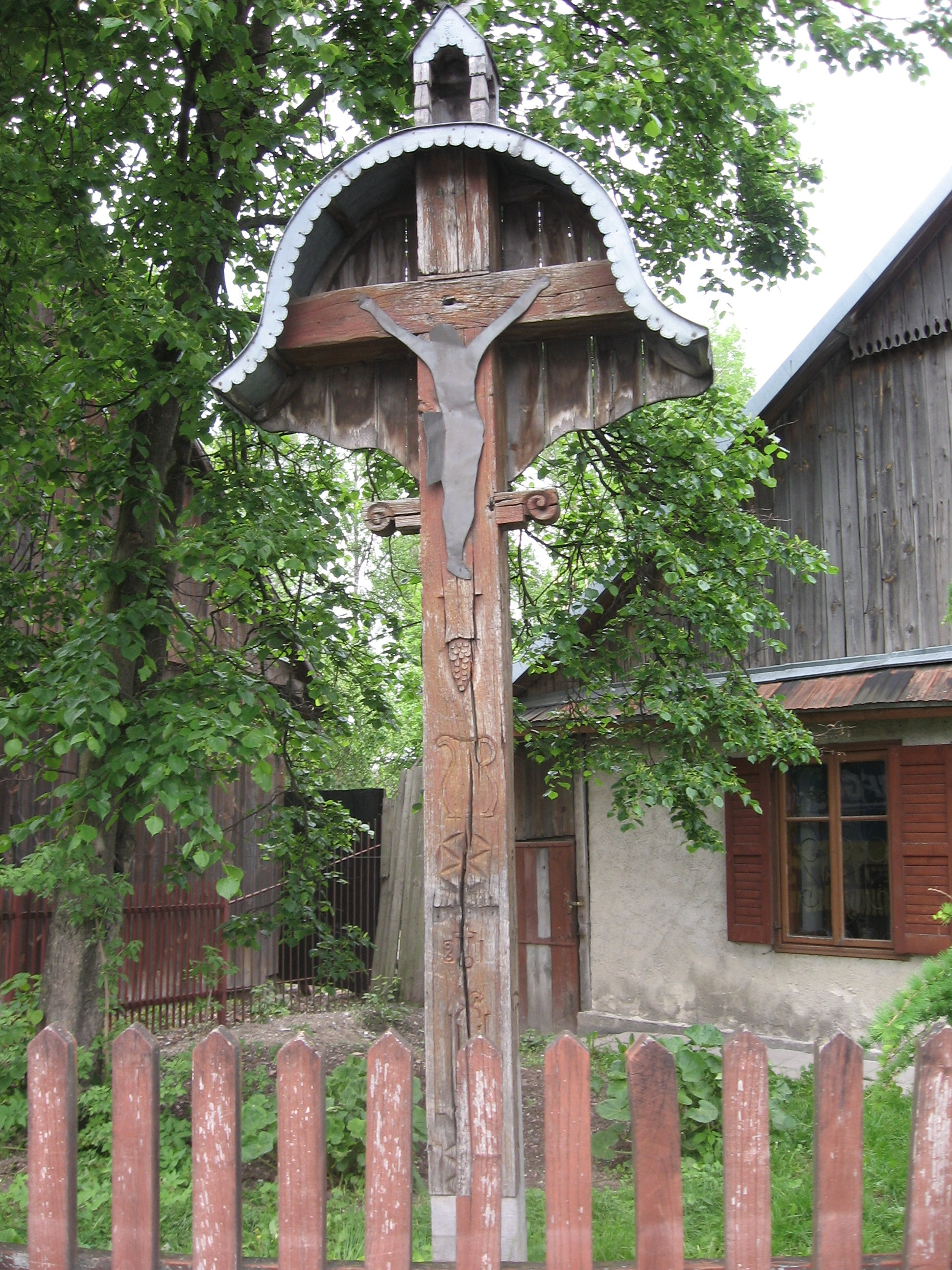
Распятие около музея
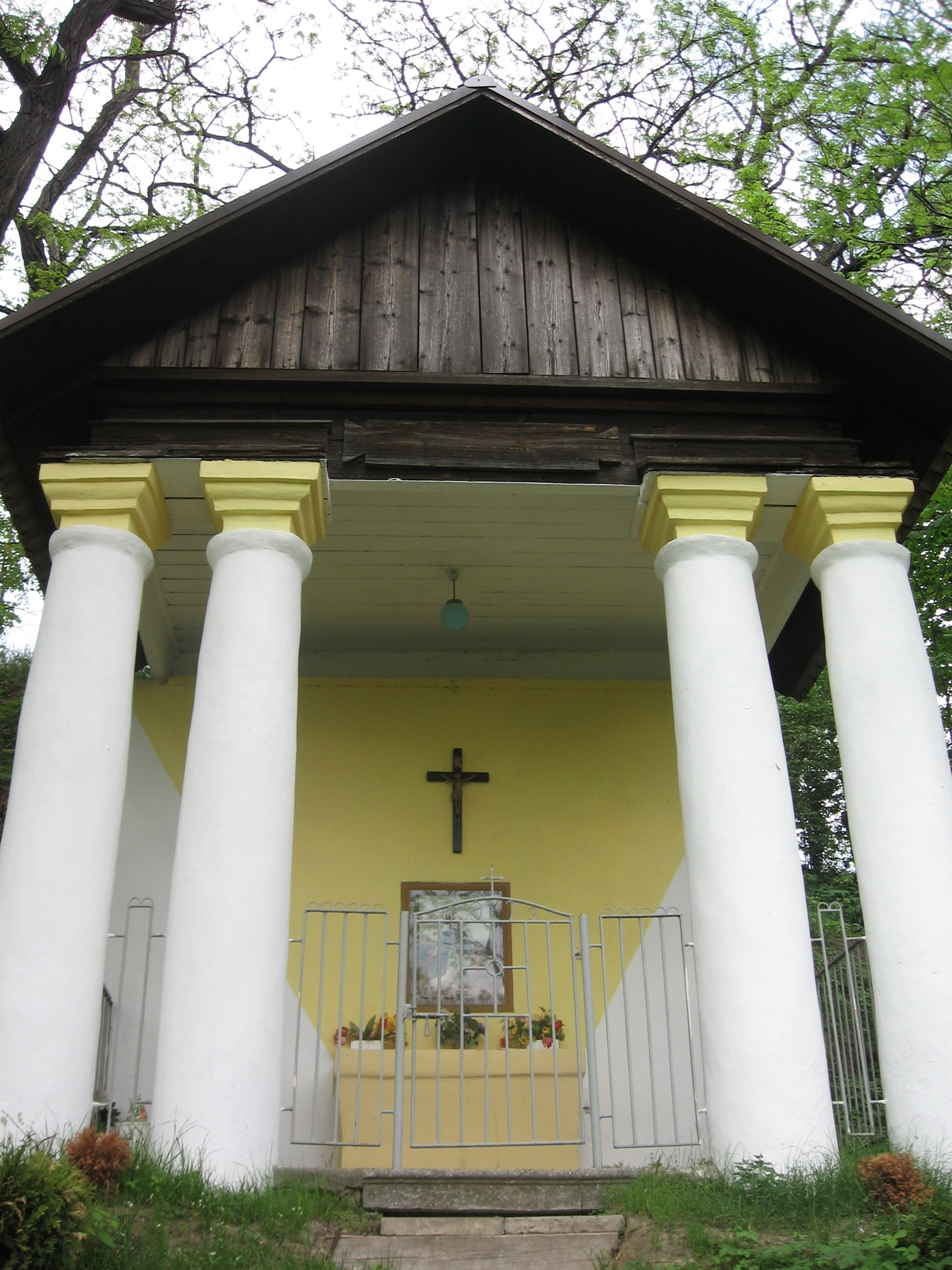
Часовня святого Роха
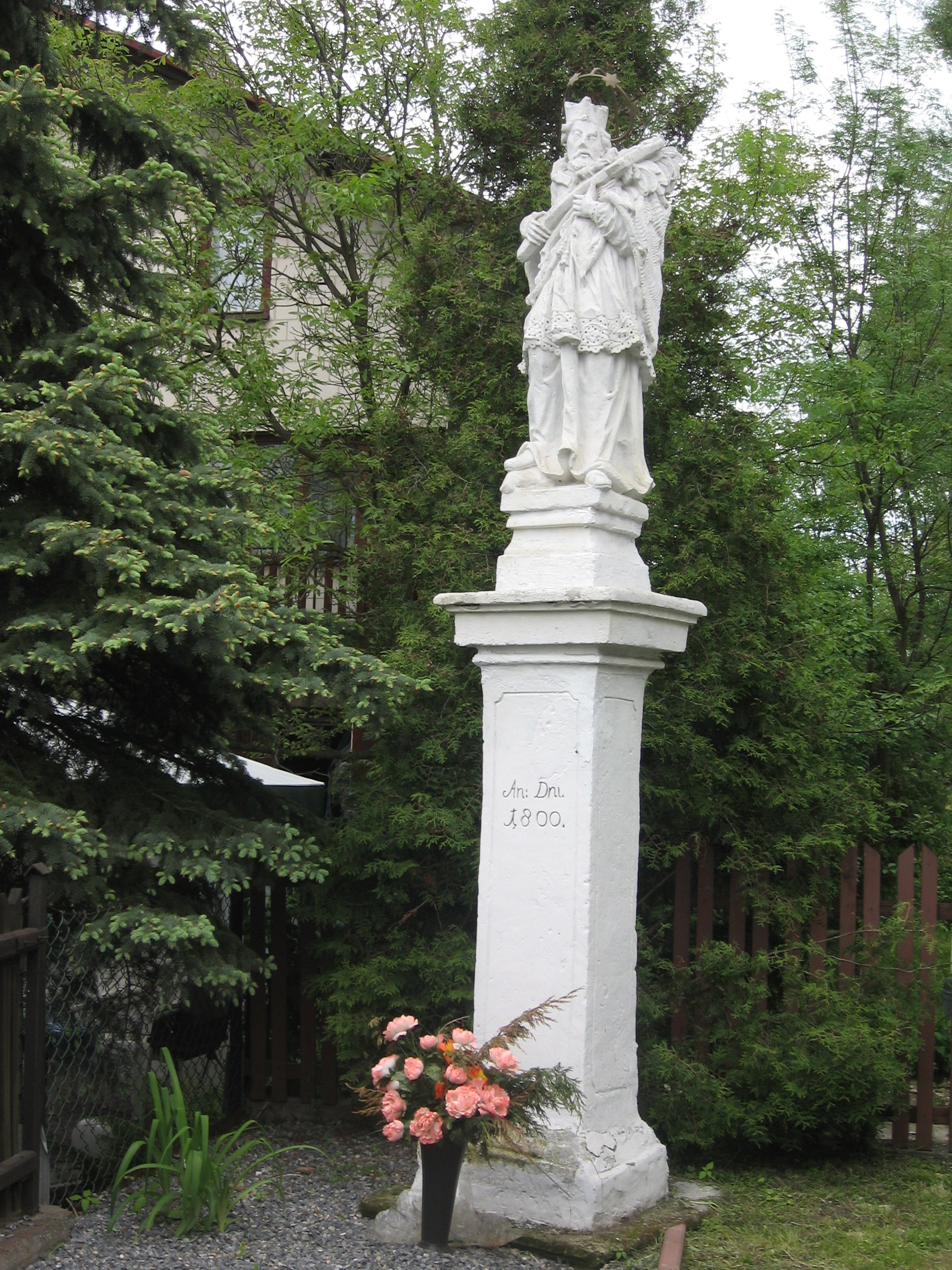
Статуя святого Яна Непомуцена